# Estación de Debrecen
La Estación de Debrecen (conocida en húngaro: Debrecen Nagyállomás, «Gran Estación») es la principal estación de ferrocarril de Debrecen, Hungría. La estación fue inaugurada en 1857, aunque totalmente reconstruida en 1961, y cuenta con conexiones a las principales ciudades húngaras.

## Historia

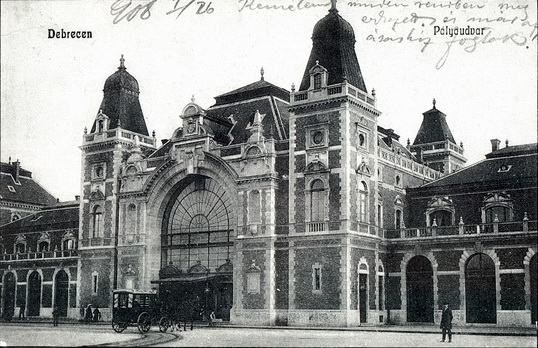
Antigua estación de ferrocarril de Debrecen en 1908.

La estación está en servicio desde 1857. Para cumplir con el aumento de tráfico, el edificio principal fue ampliado y rediseñado por el arquitecto Ferenc Pfaff, que se inauguró en 1894.
Gravemente dañada por los bombardeos durante la Segunda Guerra Mundial, el edificio fue destruido en 1958. La nueva estación fue inaugurada en 1961, con un estilo arquitectónico típico socialista de ese momento, totalmente diferente al anterior edificio, de estilo ecléctico.
La estación es una parada importante de la línea ferroviaria Szolnok–Debrecen–Nyíregyháza–Záhony.